# Tmesisternus persimilis
Tmesisternus persimilis là một loài bọ cánh cứng trong họ Cerambycidae.